# Gordon Lish
Gordon Jay Lish (Hewlett, 11 febbraio 1934) è uno scrittore statunitense.
In qualità di direttore responsabile di riviste letterarie e di editor ha aiutato l'affermazione di diversi scrittori statunitensi, in particolare quella di Raymond Carver e di Richard Ford.

## Biografia

### La gioventù
Lish si diplomò nel 1952 alla Phillips Academy. Più tardi, nel 1959, si laureò in Inglese con lode all'Università dell'Arizona, dove incontrò la sua prima moglie, Loretta Frances Fokes Lish. Si sposarono nel novembre del 1956 e dal loro matrimonio nacquero tre figli. Lish e Loretta divorziarono nel 1969 e, nello stesso anno, lo scrittore sposò Barbara Works Lish con cui, nel 1971, ebbe un altro figlio.
Dopo la laurea, Lish e la famiglia si trasferirono a San Francisco, dove nel 1960 sostenne un anno di specializzazione alla San Francisco State University. All'inizio del 1961 Candido Santogrossi e Lish fondarono una nuova rivista letteraria dedicata all'avanguardia, la The Chrysalis Review.

### La carriera di direttore e curatore letterario

#### Fondatore e direttore di Genesis West
La famiglia Lish si trasferì quindi a Burlingame in California, dove lui e sua moglie fondarono la rivista letteraria d'avanguardia Genesis West, che diresse dal 1961 al 1965. La raccolta di Genesis West è stata in seguito pubblicata in sette volumi a cura della Fondazione Chrysalis West.
Nel 1963 divenne direttore del dipartimento di studi linguistici ai Behavioral Research Laboratories ( Laboratori di ricerche comportamentali ) di Menlo Park in California, dove pubblicò diversi libri.

#### Direttore della rivistaEsquire
Lish e la moglie si trasferirono quindi a New York, dove lavorò come direttore della sezione narrativa di Esquire tra il 1969 e il 1976; divenne qui noto come "Captain Fiction" (Capitan Narrativa) grazie al gran numero di autori di cui sostenne e agevolò la carriera. Lish pubblicò su Esquire numerosi racconti di Carver e difese il lavoro di Richard Ford; promosse e contribuì a diffondere anche le opere di scrittori del calibro di Cynthia Ozick, Reynolds Price, T. Coraghessan Boyle e Barry Hannah.
Mentre lavorava ad Esquire, Lish curò l'edizione delle raccolte The Secret Life of Our Times e All Our Secrets Are the Same, che contenevano lavori di vari importanti scrittori come Vladimir Nabokov e Milan Kundera. 
Nel febbraio del 1977 Esquire pubblicò "For Rupert - with no promises", un racconto privo di firma: era la prima volta che la rivista pubblicava un lavoro senza rendere noto il nome dell'autore. I lettori ipotizzarono che si trattasse di un racconto di J. D. Salinger, ma in realtà si trattava di un'abile parodia del riservatissimo scrittore uscita dalla penna di Lish che in seguito disse:
(The Wall Street Journal, 25 febbraio 1977)

#### Direttore editoriale alla Alfred A. Knopf
Lish lasciò Esquire nel 1977 per ricoprire il ruolo di direttore editoriale della casa editrice di Alfred A. Knopf; lì rimase fino al 1995, continuando a contribuire alla diffusione di nuovi romanzi e pubblicando le opere di Cynthia Ozick, David Leavitt, Amy Hempel, Noy Holland, Lynne Tillman, William Ferguson, Barry Hannah, Harold Brodkey, and Joy Williams. Dopo il suo ritiro sia dall'insegnamento che dal mondo editoriale alcuni dei suoi studenti hanno continuato a fornire un notevole contributo alla letteratura americana: nel 2004 il National Book Award fu vinto da Lily Tuck con il romanzo The News From Paraguay mentre Florida di Christine Schutt era giunto in finale e nel 2006 la finale fu raggiunta da Dana Spiotta con Eat The Document. Tra gli altri suoi allievi si ricordano anche Michael Kimball, autore di diversi romanzi, e lo scrittore delle Isole Bahama Garth Buckner, il cui The Origins of Solitude è stato accolto molto bene dalla critica.
Molti lavori scritti da suoi amici (tra cui quelli di Don DeLillo) sono stati dedicati a Lish.
Lish ha continuato anche ad insegnare scrittura creativa, ispirando scrittori come Amy Hempel, che gli ha dedicato la sua raccolta Reasons to Live.
Nel corso degli anni trascorsi alla Knopf, Lish pubblicò diversi lavori scritti di sua mano:
- Dear Mr. Capote, il suo primo romanzo.
- What I know so far, un libro di racconti pubblicato nel 1984 che conteneva anche "For Rupert - with no promises".
- Peru, pubblicato nel 1986.

Nel 1987 Lish ha fondato - assumendone la direzione - la rivista letteraria d'avanguardia The Quarterly, una vetrina per le opere di autori contemporanei. prima dell'estate del 1988 furono pubblicati sei numeri con i lavori di autori come Jane Smiley, Mark Richard e Jennifer Allen. Prima di cessare le pubblicazioni, nel 1995, erano usciti 31 numeri.
Lish ha continuato a scrivere e tra i suoi nuovi lavori si ricordano  Mourner at the door del 1988, Extravaganza del 1989, My Romance del 1991 e Zimzum del 1993.
Nel numero di giugno del 1991 di Vanity Fair, James Wolcott scrisse un ritratto di Gordon Lish e Don DeLillo intitolato "The Sunshine Boys".
Nel 1994 ha vinto una Guggenheim Fellowship; nello stesso anno sua moglie Barbara è scomparsa.

#### Il lavoro di insegnante
Oltre alla sua opera in campo editoriale, Lish ha tenuto seminari di scrittura a New York ed è stato professore incaricato all'Università Yale, all'Università di New York e alla Columbia University.
Ha anche insegnato Inglese e letteratura alla Mills High School di Millbrae in California all'inizio degli anni sessanta.
Dal 1994 è dottore honoris causa in lettere della State University of New York.
Si è ritirato dall'insegnamento nel 1997.
Il 9 agosto 1998 il The New York Times Magazine ha pubblicato un articolo di D.T. Max riguardante le voci che vogliono che i primi racconti di Raymond Carver siano in realtà stati più o meno scritti dal suo editor Lish in incognito.
Lish ha donato tutte le sue carte e i suoi manoscritti alla Lilly Library presso la Indiana University.
Lish è stato definito uno dei duecento scrittori più importanti della nostra epoca dalla rivista francese Le Nouvel Observateur.

### Premi vinti
- Una Guggenheim Fellowship
- Il Premio O. Henry
- Il premio della Antioch Review del 2005 per la bella prosa.